# Cyanopterus calligaster
Cyanopterus calligaster är en stekelart som beskrevs av Per Abraham Roman 1915. Cyanopterus calligaster ingår i släktet Cyanopterus och familjen bracksteklar. Inga underarter finns listade i Catalogue of Life.